# Nguyễn Thị Kim Cúc
Nguyễn Thị Kim Cúc là nhà báo Việt Nam, nguyên phóng viên, biên tập viên Ban Thời sự, nguyên Phó Tổng Giám đốc Đài Tiếng nói Việt Nam. Bà là cây bút đã để lại nhiều ấn tượng và tình cảm sâu sắc trong lòng thính giả trên làm sóng phát thanh của Đài Tiếng nói Việt Nam những năm 1980. Do cùng làm việc tại Đài Tiếng nói Việt Nam nên nhiều người nhầm nhà báo Nguyễn Thị Kim Cúc với nghệ sĩ ưu tú Kim Cúc - người có chất giọng cuốn hút thính giả ở chương trình Đọc truyện đêm khuya

## Tiểu sử và sự nghiệp
Nguyễn Thị Kim Cúc sinh năm 1948 tại Thanh Hóa. Bà học khoa Ngữ Văn tại Trường Đại học Tổng hợp Hà Nội vào năm 1966 trong thời kì chiến tranh Việt Nam, cùng lớp với Nguyễn Ngọc Ký. Năm 1970 bà ra trường, được phân công về làm biên tập viên, phóng viên tại CP90 (mật danh của Đài Phát thanh Giải phóng A). Tuy không ra mặt trận, song công việc tại CP90 rất khẩn trương và thử thách, bà dần dần trưởng thành trong nghiệp vụ từ đây. Những tác phẩm báo chí của Nguyễn Thị Kim Cúc được chính bà thể hiện bằng giọng đọc của mình trên làn sóng phát thanh. Một thế mạnh của bà là tường thuật trực tiếp các sự kiện quan trọng của đất nước như lễ diễu binh, diễu hành kỷ niệm Cách mạng tháng Tám và Quốc khánh 2/9, các kỳ Đại hội Đảng, các kỳ họp Quốc hội, lễ đón các nguyên thủ quốc gia….
Năm 1994, nhà báo Nguyễn Thị Kim Cúc được cử giữ chức Phó Trưởng ban Thời sự, Đài Tiếng nói Việt Nam. Trên cương vị này bà được lãnh đạo Đài Tiếng nói Việt Nam cử sang Brunei đưa tin về lễ kết nạp Việt Nam là thành viên chính thức của Hiệp hội các nước Đông Nam Á (ASEAN) năm 1995. Tháng 3 năm 1995, bà là một trong những nhà báo nữ đầu tiên ra Trường Sa. Sau hơn nửa tháng công tác ở Trường Sa, về Hà Nội, bà thực hiện phóng sự trực tiếp Trường Sa nơi ấy với những ghi nhận, những cảm xúc về những người lính đảo vào buổi sáng ngày ngày 15 tháng 4 năm 1995 để lại nhiều ấn tượng tốt đẹp trong lòng thính giả, trong đó có Đại tá, Phó Giáo sư, Tiến sĩ Nguyễn Thuận, Phó Chủ nhiệm Khoa Công trình, Học viện Kỹ thuật quân sự, người đã gắn bó với đảo Trường Sa gần 6 năm.
Nhà báo Nguyễn Thị Kim Cúc được bổ nhiệm làm Phó Tổng Giám đốc Đài Tiếng nói Việt Nam vào năm 1996 thông qua việc bỏ phiếu tín nhiệm và giữ cương vị này trong 10 năm (bà là trường hợp duy nhất không qua vị trí Trưởng ban, tính tới năm 2012). Trên cương vị Phó Tổng Giám đốc Đài Tiếng nói Việt Nam, nhà báo Nguyễn Thị Kim Cúc không có nhiều thời gian để trực tiếp tham gia viết các bài điều tra, nhưng bà luôn khuyến khích, tạo điều kiện để các đồng nghiệp và các nhà báo trẻ có cơ hội theo con đường làm báo chuyên nghiệp. Có nhiều loạt bài điều tra của các đồng nghiệp, dưới sự chỉ đạo và ủng hộ nhiệt tình của bà, đã thành công và tạo được dấu ấn trong dư luận. Điển hình là loạt phóng sự điều tra Đấu tranh-tránh đâu, nỗi khổ của người chống tiêu cực hơn hai năm (từ năm 1999 đến năm 2001) của nữ nhà báo Nguyễn Minh Đức, từ sự tố cáo của nữ kỹ sư Hứa Thúy Lan, về việc tham nhũng của Ban Quản lý xây dựng chợ Đồng Xuân khi phá dỡ chợ sau khi xảy ra vụ cháy. Loạt bài đã đạt giải A Báo chí toàn quốc năm 2002. Từ đó hai nữ nhà báo Nguyễn Thị Kim Cúc, Minh Đức và kỹ sư Hứa Thúy Lan trở thành bạn bè thân thiết. Sau này cả Nguyễn Thị Kim Cúc và Minh Đức đều được lãnh đạo Đài Tiếng nói Việt Nam phong tặng danh hiệu Cây bút VOV nhân dịp kỷ niệm 69 năm ngày thành lập Đài ngày 7 tháng 9 năm 2014.
Nhà báo Kim Cúc nghỉ hưu năm 2006 sau 36 năm công tác. Bà cũng dành nhiều thời gian cho hoạt động báo chí, tổ chức các chuyến đi thực tế cho các nhà báo nữ trong thời gian hơn 8 năm làm Chủ nhiệm câu lạc bộ nhà báo nữ Việt Nam. Bà cũng là Tổng Biên tập đặc san Bút Nữ với những bài viết mang đậm chất thời sự. Trong nhiều năm, bà còn được mời làm giám khảo cho Giải báo chí Quốc gia.

## Ghi nhận
- Bằng khen của Hội Nhà báo Việt Nam cho loạt bài điều tra về cái chết của một em học sinh lớp 5 ở Vĩnh Phú (nay là Phú Thọ) năm 1987.[1]
- Danh hiệu Cây bút VOV (danh hiệu được trao lần đầu tiên vào năm 2014, bà được nhận danh hiệu này cùng một số nhà báo khác như Trần Đăng Khoa, Phạm Trung Tuyến, Ngô Thiệu Phong, Trần Nhật Minh…).[2]

## Quan điểm
| “                    | Nghề viết là phải dấn thân, phải len lỏi trong từng ngóc ngách của xã hội để đem đến cho thính giả cái nhìn chân xác về hiện thực cuộc sống...Làm báo là phải lăn lộn, là trải nghiệm cuộc sống, là trường học dạy cho ta những điều mà không hề có trong sách vở...Nhà báo là phải xông xáo giống như những người lính ngoài trận mạc. | ” |
| — Nguyễn Thị Kim Cúc | |   |

| “                    | Vinh hạnh cho những người làm trong ngành phát thanh chúng ta khi có một ngày được cả thế giới tôn vinh ghi nhận (ngày Phát thanh Thế giới 13/2). Kết quả đó, thành quả đó đã phải trả bằng biết bao mồ hôi, nước mắt, thậm chí cả tính mạng của phóng viên khi tác nghiệp để làm nên một bản sắc phát thanh hôm nay. Làm sao cho xứng đáng với sự tôn vinh đó thì còn phụ thuộc nhiều, rất nhiều vào các em, các cháu – những thế hệ kế tiếp sau... | ” |
| — Nguyễn Thị Kim Cúc | |   |

## Đánh giá
| “                    | Kim Cúc mảnh mai trên dáng vẻ mà mạnh mẽ trên lời văn, dịu dàng, ý nhị trong giao tiếp mà sâu sắc trong nội tâm...Kim Cúc phải có một tấm lòng yêu thương lính đảo rất lớn mới có thể viết bài về lính đảo xúc động đến như thế, sâu sắc đến như thế và thiết tha đến như thế. | ” |
| — lính đảo Trường Sa | |   |

| “                                                  | Ở nhà báo Kim Cúc là sự hội tụ khá đặc biệt, đó không chỉ là nghề báo mà chị theo đuổi, hơn thế, nó là sự đam mê, đam mê đến đắm đuối. Chị đã từng lăn lộn hơn hẳn cánh mày râu; đã từng lãnh đạo hàng trăm phóng viên, biên tập viên xông pha trên mọi lĩnh vực xã hội khi đảm nhiệm vai trò một Phó Tổng Giám đốc phụ trách nội dung. Không phải tự dưng anh em nhà Đài nể trọng gọi chị là nữ tướng. | ” |
| — Nhà báo Đoàn Quang, nguyên Tổng Biên tập Báo VOV | |   |

| “           | Trong những năm thập niên 70-80 của thế kỷ trước, báo giới Việt Nam nói chung, ngành phát thanh nói riêng, vẫn chưa quên hình ảnh một nữ phóng viên (Nguyễn Thị Kim Cúc) có thân hình nhỏ bé với chiếc máy thu thanh “to hơn người” đeo vắt vẻo ngang hông luôn có mặt tại các sự kiện của đất nước để thu thanh kịp thời đưa tin phục vụ đông đảo thính giả cả nước. Những năm của thập niên 70-80 ấy, báo nói (phát thanh) là một loại hình báo chí được công chúng hết sức mến mộ, đánh giá cao. Thì cũng chính thời điểm đó, chiếc máy thu thanh đã theo chân cùng với con người ấy có mặt tại mọi miền của tổ quốc. Từ vùng sâu vùng xa, từ các buôn làng hẻo lánh khu vực Tây Bắc đến dẻo đất chói chang, cằn khô miền Trung chỉ có nắng, gió và cát; từ những cánh đồng lúa nước trù phú khu vực miền Tây Nam Bộ đến những hải đảo xa xôi Trường Sa đang thâu đêm suốt sáng chở che cho bà mẹ già Việt Nam trước những cơn sóng hung bạo… đâu đâu cũng có dấu chân chị. | ” |
| — Phong Anh | |   |

| “                        | Đọc và chịu nghe cánh trẻ, tôi học thêm ở bà một đức tính ít gặp ở những vị lãnh đạo quan cách. Cái bắt tay thật nồng ấm của người lãnh đạo lặng thầm theo suốt đời làm báo, có sức động viên lớn, hơn cả những giải thưởng xửng xoảng, những danh hiệu ồn ào tôn vinh trên sân khấu. | ” |
| — Nhà báo Trần Nhật Minh | |   |